# Microtropis tetrameris
Microtropis tetrameris är en benvedsväxtart som beskrevs av Ding Hou. Microtropis tetrameris ingår i släktet Microtropis och familjen Celastraceae. Inga underarter finns listade.